# Толстой Федір Іванович
Федір Іванович Толстой — «Американець» (6 (17) лютого 1782-24 жовтня (5 листопада) 1846 ) — один з найбільш неоднозначних представників російської аристократії першої половини XIX століття. Походив з графської гілки роду Толстих. Відрізнявся незвичайним темпераментом, прославився картярським азартом, пристрастю до дуелі (бретерством) і подорожжю в Америку (звідки і прізвисько). Був знайомий з багатьма знаменитими авторами своєї епохи і послужив деяким з них прототипом для персонажів їх творів.

## Біографія

### Дитинство і юність
Був одним із семи дітей графа Івана Андрійовича Толстого (1747—1832) і його дружини Ганни Федорівни, що походила з роду Майкова. Місце народження Федора Толстого достовірно невідомо, але швидше за все він народився в родовому маєтку Толстих під Кологривом .

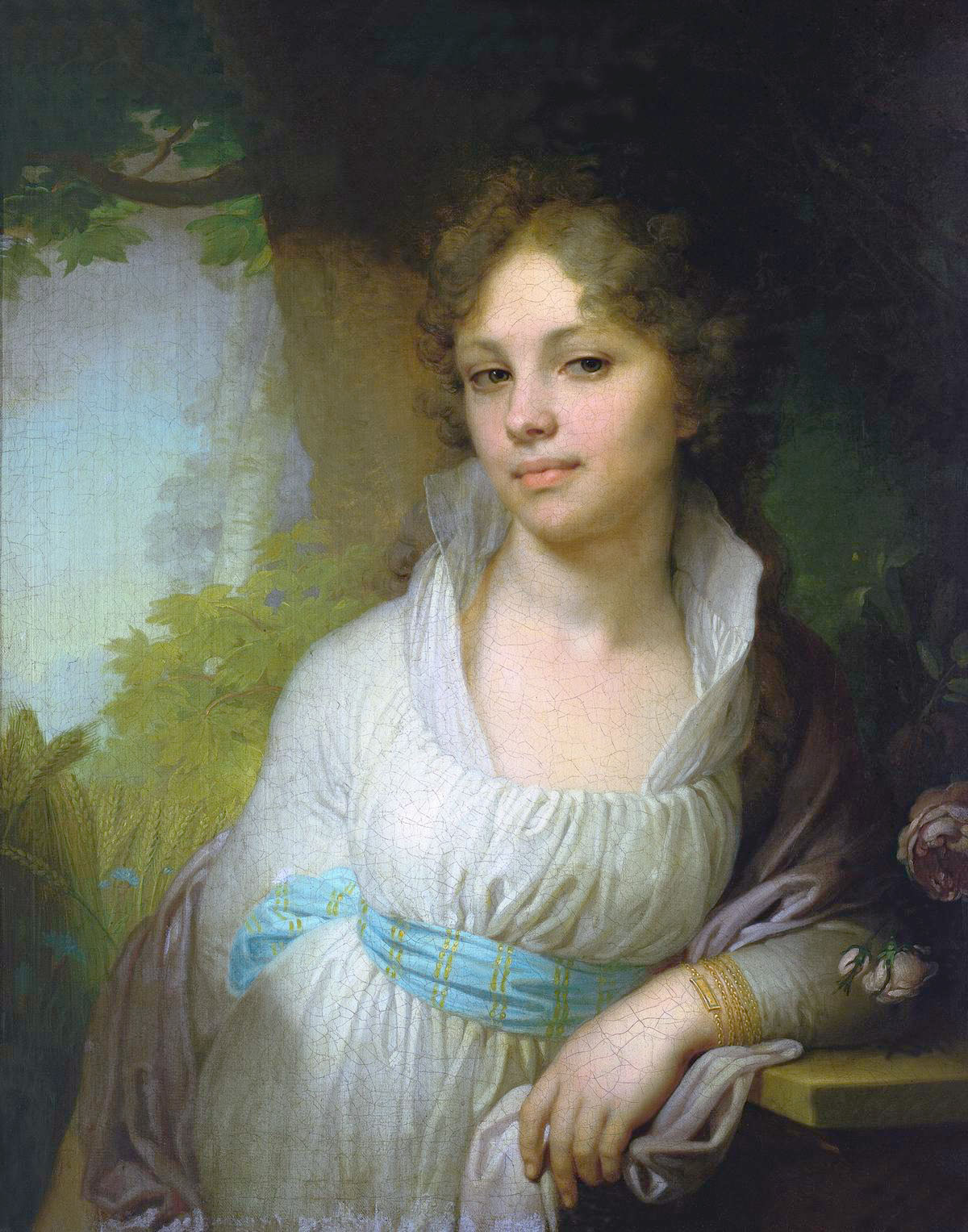
Портрет Марії Лопухіної, сестри Толстого, кисті Боровиковського

Рід Толстих був у ті часи, незважаючи на знатність, дещо збіднілим, після того як у XVIII столітті деякі з його представників були залучені до конфлікту з владою і заслані або позбавлені майна. Щоб забезпечити своїм синам гідну кар'єру, в роду Толстих було прийнято віддавати їх на навчання до військового училища. Таким чином, Федір Толстой, як і обидва його брати, одержав шкільну освіту в Морському кадетському корпусі у Санкт-Петербурзі.

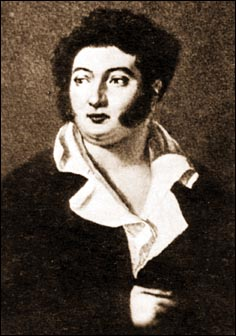
Толстой у молодості

Вже в дитинстві Толстой володів, за спогадами сучасників , неабиякою фізичною силою, витривалістю і спритністю, що створювало гарні передумови для успішної військової кар'єри. У той же час, він вже тоді мав непередбачуваний, навіть дещо жорстокий характер. У кадетському корпусі він досконало освоїв стрільбу і фехтування, що зробило його вкрай небезпечним супротивником на дуелях. Після закінчення школи Толстой вступив на службу не у флот, а в елітний Преображенський полк, можливо, завдяки сприянню впливових родичів.
Його тодішні товариші по службі, серед яких — відомий пізніше літературний критик Фадей Булгарін , описували Толстого як відмінного стрільця і хороброго бійця. За їхніми спогадами, він був темпераментною, пристрасною особистістю, при цьому дуже холоднокровно і рішуче діяв у боях. Його «дикий» характер, а також захоплення жінками та картярськими іграми, неодноразово давали привід для сварок з товаришами і вищими офіцерами, котрі нерідко закінчувалися порушеннями дисципліни. Крім того, Толстой був дуже злопам'ятний і мстливий у відношенню до тих, кому траплялося його розсердити.
У Росії в першій половині XIX століття серед офіцерів надмірна хоробрість і навмисний пошук небезпечних пригод були поширені і навіть заохочувалися — не тільки на фронті, але й у повсякденному житті. Як наслідок, в цей період зберігали популярність дуелі, і влаштовувалися вони часто при найменших сварках. Це суспільне явище, а також індивідуальні риси характеру Толстого, були, ймовірно, причиною його захоплення поєдинками. У 1799 році у віці 17 років він уперше змагався на дуелі з офіцером, котрий відчитав його за порушення дисципліни. Подробиці дуелі невідомі, відсутні достовірні відомості і про покарання за неї Толстого, однак у деяких спогадах значиться, що він нібито був розжалуваний у солдати. Втім, ці дані суперечать іншим .

### Навколосвітня подорож
У 1803 Толстой відправився у навколосвітнє плавання як член команди шлюпу «Надєжда» капітана Крузенштерна. Це було перше навколосвітнє плавання корабля під російським прапором. Яким чином Толстой, котрий не служив у флоті, потрапив на корабель, невідомо. Марія Каменська, дочка його двоюрідного брата, згодом відомого художника і скульптора Федора Петровича Толстого, пише у своїх спогадах , що Толстой таким чином спритно уникнув чергового покарання у Преображенському полку. За її словами, він видав себе за свого двоюрідного брата-тезку, який значився у складі екіпажу, але не бажав плисти, тому що страждав на морську хворобу.
Корабель «Надєжда», а також наступний за ним шлюп «Нева» під командуванням Юрія Лисянського, відпливли у серпні 1803 року з Кронштадту. Окрім дослідницьких цілей, експедиція повинна була також допомогти встановленню дипломатичних та економічних зв'язків Росії з Японією, для чого до складу команди входила велика дипломатична делегація на чолі з Миколою Резановим. Курс «Надії» проходив Балтійським морем і Атлантикою, повз Канарські острови і Бразилію, після чого корабель обігнув мис Горн і пішов Тихим океаном в бік Японії, роблячи зупинки на Маркізьких і Гавайських островах, а також на Камчатці. Після відвідин Японії «Надія» і «Нева» взяли курс на острів Ситка, потім, минаючи Китай і Макао, через Індійський, а потім через Атлантичний океан і Балтійське море повернулися знову у Кронштадт. У підсумку, плавання тривало більше трьох років, з 7 серпня 1803 по 19 серпня 1806 року.

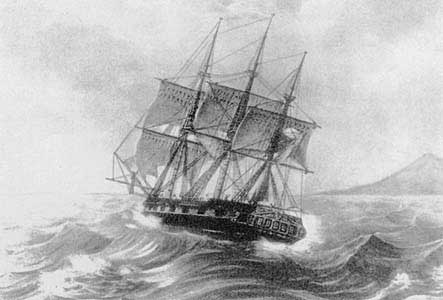
Шлюп «Надія»

На борту поведінка Толстого, не обтяженого службовими обов'язками, була також досить непередбачуваною. Він часто провокував сварки з іншими членами команди, у тому числі з самим капітаном. Крім цього, Толстой дозволяв собі злі жарти на адресу нелюбимих їм членів команди: так, одного разу він напоїв супроводжуючого «Неву» попа, і коли той лежав мертвецьки п'яний на підлозі, приклеїв його бороду до дощок палуби сургучем, запечатавши казенною печаткою. У результаті бороду довелося відрізати, щоб священик, отямившись, зміг підвестися: Толстой налякав попа, що печатку ламати не можна.
Іншим разом Толстой у відсутність Крузенштерна прокрався до його каюти з улюбленцем команди, ручним орангутаном, якого Толстой купив під час однієї із зупинок на островах у Тихому океані. Там він дістав зошити із записами Крузенштерна, поклав зверху аркуш чистого паперу і став показувати мавпі, як заливати чорнилом папір. Потім він залишив орангутана в каюті самого, а той став наслідувати Толстого на зошитах капітана. Коли Крузенштерн повернувся, усі його записи виявилися знищеними .
Подібна поведінка неодноразово оберталася для Толстого арештами. Зрештою, Крузенштерну урвався терпець, і він висадив ненависного пасажира під час зупинки «Надії» на Камчатці. Подальші подробиці подорожі Толстого відомі лише з його власних, не завжди правдивих оповідань. З Камчатки Толстой добрався до одного з Алеутських островів, або ж на острів Ситка, де провів кілька місяців серед аборигенів Аляски — племені тлінкіт. Можливо, що він потрапив з Камчатки на о. Ситка на кораблі «Нева», після того як був висаджений з «Надії». Під час перебування Толстого на Ситці, а за іншими даними — ще у дні простою «Надії» на Маркізах, його тіло прикрасили численними татуюваннями, які він пізніше з гордістю демонстрував допитливим.
Згаданий орангутанг, якого разом з Толстим висадили на сушу і подальша доля якого невідома, дав згодом привід численним пліткам у дворянських колах. Згідно з одними з них, Толстой під час свого перебування на Камчатці жив із мавпою, а згідно з іншими — з'їв її .
Як би там не було, повернення Толстого до європейської Росії через Далекий Схід, Сибір, Урал і Поволжя, ймовірно, було сповнене пригод, подробиці яких знав лише один Толстой. За його розповідями, його підібрало біля Аляски торгове судно і доставило у Петропавловськ, з якого Толстой добирався до Петербурга сушею на возах, санях, а почасти й пішки. Одне з небагатьох письмових свідчень цієї одіссеї знаходиться у «Записках» описувача побуту Вігеля, що побачили світ у 1892 році. Вігель, який подорожував Росією на початку XIX століття з метою вивчення російського побуту, зустрів Толстого в Удмуртії і описав цей епізод так:

На одній зі станцій ми з подивом побачили, що увійшов до нас офіцер в Преображенському мундирі. Це був граф П. І. Толстой… Він подорожував навколо світу з Крузенштерном і Резановим, з усіма пересварився, всіх пересварив, і, як небезпечна людина, був висаджений на берег у Камчатці, звідки суходолом повертався до Петербургу. Чого про нього тільки не розповідали… 

Подорож Толстого завершилася його прибуттям до Петербургу на початку серпня 1805 року. Завдяки цим авантюрам, про які згодом багато пліткувалося у вищому світі, граф надбав майже легендарну популярність, а також довічне прізвисько «Американець», котре натякало на його перебування у Російській Америці.

### Участь у війнах
Відразу після прибуття Толстого до Петербургу на нього чекали нові неприємності: прямо біля міської застави він був заарештований і відправлений на гауптвахту. Крім того, спеціальним указом Олександра I йому був заборонений в'їзд до столиці.
Скандальне минуле Толстого заважало і його військовій кар'єрі. З елітного Преображенського полку він був відправлений на службу в маловідому фортецю Нейшлот, де прослужив з 1805 по 1808. Про цей важкий для Толстого період Філіп Вігель писав:

Коли він повертався з подорожі навколо світу, його зупинили коло Петербурзької застави, потім тільки провезли через усю столицю і відправили до Нейшлотскої фортеці. Наказом того ж дня був переведений з Преображенського полку в тамтешній гарнізон тим же чином (поручиком). Покарання жорстоке для сміливця, який ніколи не бачив боїв, і в той самий час, коли від Сходу до Заходу у всій Європі палала війна.

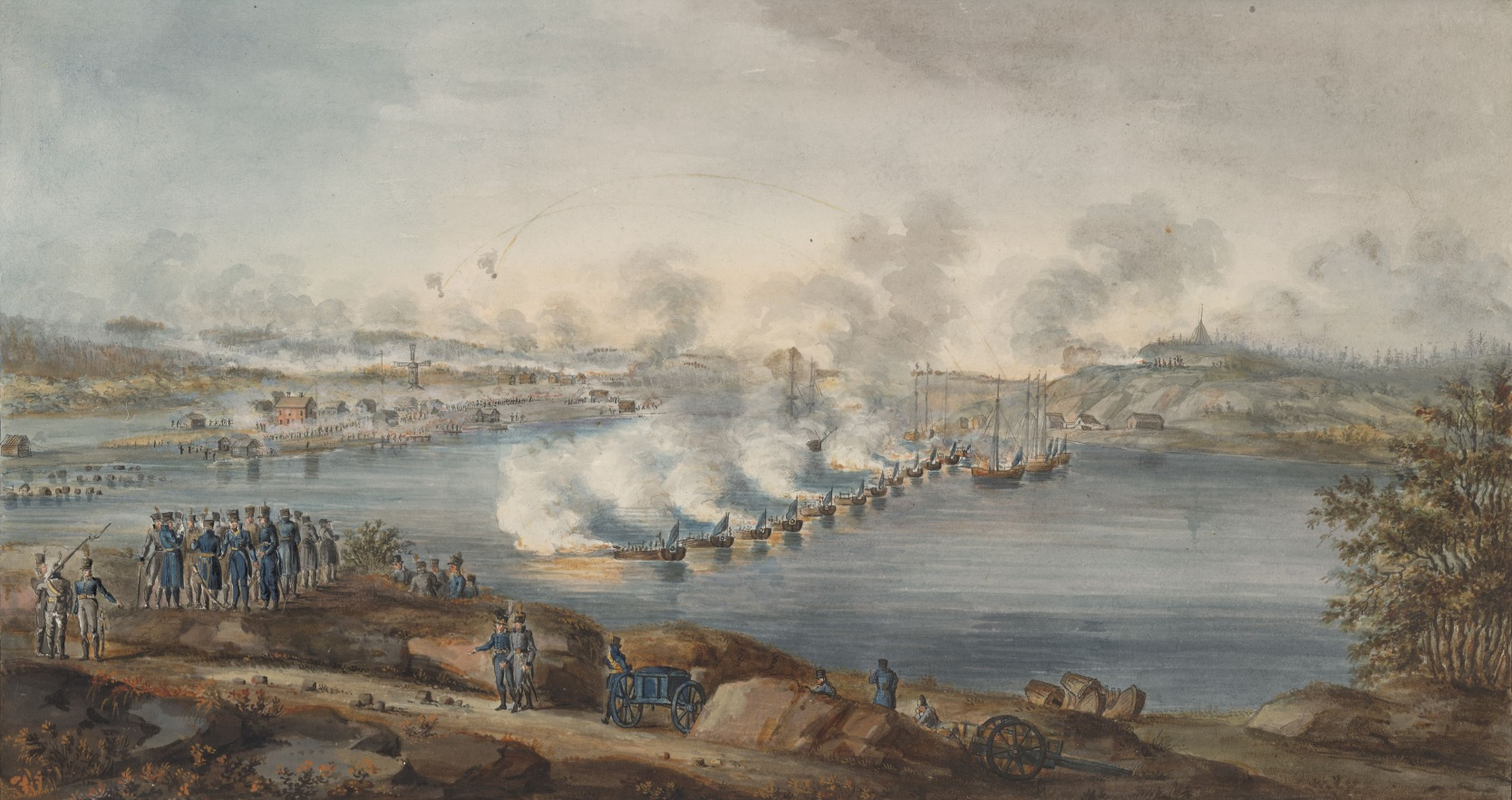
Бій в Ратані поблизу Умео

Лише дружба Толстого з полководцем Михайлом Долгоруковим допомогла графу зрештою влаштуватися до нього ад'ютантом на фронті, коли якраз розпочалася російсько-шведська війна. Там Толстой опинився у своїй стихії: він брав активну участь у боях, у тому числі в битві під Іденсальмі, в якій Долгоруков загинув. Трохи пізніше Толстой, ризикуючи життям, очолив розвідувальний загін під час операції на березі Ботнічної затоки, завдяки чому корпусу під проводом Барклая-де-Толлі вдалося без втрат пройти льодом затоки і захопити місто Умео. Ці подвиги, що сприяли швидкій перемозі Росії, реабілітували Толстого в очах керівництва, і з 31 жовтня 1808 року йому було дозволено знову служити в Преображенському полку в чині поручика.
Проте вже через кілька місяців служби Толстой знову побився відразу на двох дуелях. У першій з них він смертельно поранив товариша по службі-капітана, якого сам же спровокував шляхом поширення брудних пліток про його сестру. Через кілька днів відбувся поєдинок з молодим прапорщиком Наришкіним, який стверджував, що Толстой обдурив його у картярській грі; Наришкін викликав Толстого на дуель і теж був убитий. За це Толстой був на декілька місяців зачинений на гауптвахті у Виборзькій фортеці, а згодом, 2 жовтня 1811 року звільнений з армії.
Менш ніж через рік Толстой знову пішов на війну, цього разу добровольцем на оборону Москви під час франко-російської війни 1812 року і був зарахований до 42-го єгерського полку. Беручи участь в Бородінській битві, він був тяжко поранений в ногу. За рекомендацією Раєвського, який у листі Кутузову відзначив мужність Толстого , той отримав Орден св. Георгія 4-го ступеня (5 лютого 1815 року). Крім того, Толстой був знову реабілітований і отримав звання полковника. Після закінчення війни він остаточно звільнився зі збройних сил і оселився в Москві.
|  | Тут надів він солдатську шинель, ходив з рядовими на бій з ворогом, відзначився і отримав Георгіївський хрест 4-го ступеня (П. А. Вяземський). |

### Життя в Москві
З 1812 року і до смерті Толстой велику частину часу жив у Москві в своєму будинку в провулку Сивцев Вражек. Його горезвісне, майже героїчне минуле робило його відомою фігурою в колах московської аристократії, що самому Толстому явно подобалося. Він регулярно брав участь у дворянських зборах і балах, а також сам організовував урочисті прийоми, причому мав славу витонченого гурмана. Завдяки своїй освіченості, придбаній у військовому училищі, він легко спілкувався з представниками творчої інтелігенції, а з багатьма з них і дружив. У числі його знайомих були письменники і поети Баратинський, Жуковський, Грибоєдов, Батюшков, Вяземський, Денис Давидов, пізніше також Гоголь і Пушкін.

#### Карткові ігри й дуелі
Толстой дуже любив грати в карти і особливо прославився цим в роки свого життя в Москві. При цьому він сам не приховував, що його гра не завжди була чесна. За спогадами сучасників, Толстой не любив у грі покладатися на фортуну, а віддавав перевагу шляхом шулерства «грати напевно», оскільки «тільки дурні грають на щастя», як він сам любив говорити . У результаті Толстой часто вигравав великі суми грошей, які він, як правило, досить швидко і легковажно витрачав на світське життя. Іноді Толстой сам ставав жертвою шулерів і виявлявся у великому програші.
|  | Десь у Москві Пушкін зустрівся з Толстим за картковим столом. Була гра. Толстой пересмикнув. Пушкін зауважив йому це. "Так, я сам це знаю, - відповідав йому Толстой, - але не люблю, щоб мені це помічали". (А. Н. Вульф) |

Але особливо відомо була участь Толстого в численних дуелях, приводів до яких виявлялося, як правило, достатньо в карткових іграх. Невідомо, скільки разів у своєму житті Толстой бився на дуелях, проте, за деякими даними, він убив на них в цілому одинадцять осіб . Очевидно, що дуелі були для Толстого не тільки способом відстоювання своєї честі, як це в ті часи було прийнято в офіцерських колах Росії, але і звичайним проведенням часу. Одного разу Толстой повинен був виступати як секундант одного зі своїх близьких друзів. Але побоюючись за його життя, Толстой вирішив запобігти найгіршому своєрідним способом: до того, як дуель відбулася, він сам викликав противника свого приятеля на дуель і вбив його. Цей випадок згодом розповідав Лев Толстой, двоюрідний племінник Федора Толстого, з яким він був у роки свого дитинства особисто знайомий .

#### Приватне життя

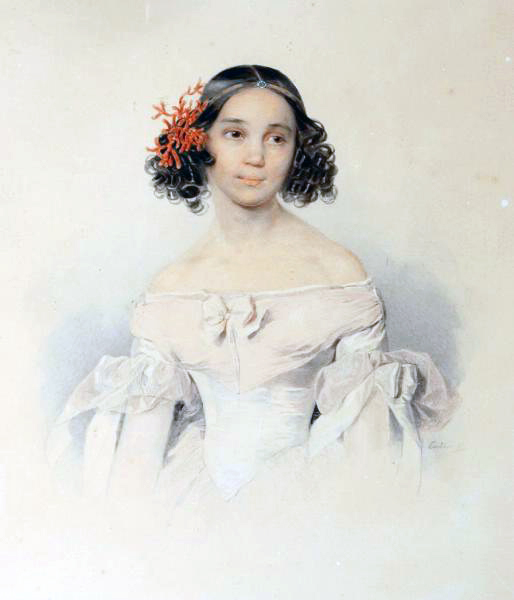
Дочка Толстого, Сарра
Акварель Соколова П. Ф.

У перші роки життя в Москві Толстой своїми любовними пригодами поставляв велику кількість матеріалу для всіляких чуток і пліток у суспільстві. Лише 10 січня 1821 року він одружився з циганською танцівницею Авдотьєю Тугаєвою, з якою до цього жив протягом декількох років. Про те, чому вони одружилися і чому так пізно, Марія Каменська у своїх «Спогадах» пише:

Раз, програвши велику суму в Англійському клубі, він повинен був бути виставлений на чорну дошку за несплату програшу в строк. Він не хотів пережити цієї ганьби і вирішив застрелитися. Його циганка, бачачи його збуджений стан, стала його випитувати.
- Що ти лізеш до мене, — говорив Ф. І., — що ти мені можеш допомогти? Виставлять мене на чорну дошку, і я цього не переживу. Забирайся.
Авдотья Максимівна не відстала від нього, дізналася, скільки йому потрібно було грошей, і на другий ранок привезла йому потрібну суму.
- Звідки у тебе гроші? — Здивувався Федір Іванович.
- Від тебе ж. Мало ти мені дарував. Я все ховала. Тепер візьми їх, вони — твої.
Ф. І. розчулився і повінчався на своїй циганці.

Цей шлюб протримався до самої смерті Толстого. Тугаєва за цей час народила дванадцятеро дітей, проте зрілого віку досягла лише дочка Парасковія Федорівна, яка дожила до 1887 року. Старша дочка Толстого і Тугаєвої Сарра, яка мала поетичний дар, але була дуже вразлива і психічно неврівноважена, померла в 17 років від сухот. Всі інші діти народилися мертвими або вмерли в дитячому віці.

#### Відносини з Пушкіним
Один з найвідоміших епізодів московського періоду життя графа Толстого — його не завжди дружні відносини з поетом Олександром Пушкіним. Вперше Пушкін і Толстой зустрілися навесні 1819 року.

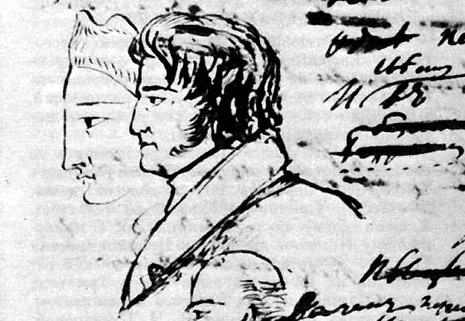
Федір Толстой. Малюнок Пушкіна

Горезвісна сварка між ними почалася після того, як Пушкін в 1820 році за свої вірші впав у немилість і був засланий в Катеринослав, потім на Кавказ, в Крим і в Бессарабію. У цей час Толстой — невідомо, навмисно чи ні — розповсюдив в Москві слух, ніби Пушкіна перед відправленням у заслання відшмагали в охоронному відділенні. Дізнавшись про цю помилкову і до того ж образливу для його честі плітку, темпераментний і чутливий Пушкін був настільки ображений, що присягнувся викликати кривдника на дуель відразу ж після повернення із заслання. Крім того, поет відповів Толстому епіграмою («У житті похмурою і ганебною …») і різкими віршами в посланні «Чаадаєву» :«Або філософа, що у минулі літа / розпустою здивував чотири частини світу, / Але, освітивши себе, загладив свою ганьбу: / Отвикнул від вина і став картярським злодієм». Цікаво, що коли при публікації «Чаадаєву» в редакції слова «або філософа» замінили на «дурня-філософа», Пушкін дуже заперечував:"Там надруковано дурня-філософа; навіщо дурня? вірші відносяться до Американця Толстого, який зовсім не дурень ".
На засланні Пушкін довгий час ретельно готувався до дуелі, регулярно вправляючись у стрільбі. 8 вересня 1826 року, майже відразу після повернення до Москви, він звелів передати Толстому виклик. Дуелі завадила тоді лише випадкова відсутність Толстого в Москві.
Трохи пізніше відомому бібліографу і другу Пушкіна Сергію Соболевському вдалося примирити Пушкіна з Толстим. Можливо, що Толстой, зазвичай мстивий, цього разу був і сам зацікавлений у примиренні, оскільки знав, що вбивство Пушкіна напевно розірве його відносини з багатьма відомими поетами, дружбою яких він дорожив.
Протягом наступних років Толстой і Пушкін навіть подружилися. Так, в 1829 році Пушкін доручив Толстому передати листа його знайомої і своєї майбутньої тещі, Наталії Іванівні Гончарової, в якому він у перший раз просив руки її 17-річної дочки Наталії. Хоча Гончарова-старша не змогла дати на цей лист певної відповіді, Пушкін згодом добився свого, і в 1831 році він і Наталія повінчалися.

#### Останні роки

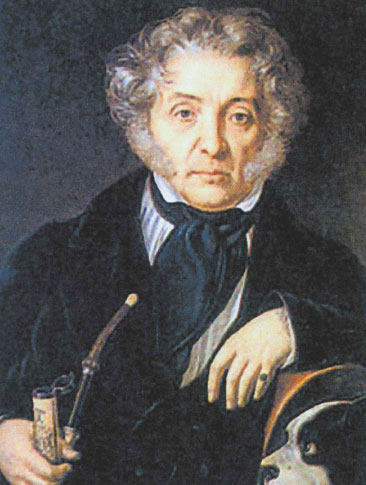
Федір Толстой в похилому віці. Художник Філіп Рейхель, 1846 р.

Толстой дуже важко переживав смерть своїх дітей, особливо сімнадцятирічної дочки Сари. Деякі друзі Толстого розповідали згодом, що він до кінця життя став людиною набожною і вважав смерть одинадцяти своїх дітей Божою карою за смерть одинадцяти чоловік, убитих ним на дуелі.

Убитих ним на дуелях він налічував одинадцять осіб. Він акуратно записував імена вбитих у свій синодик. У нього було 12 чоловік дітей, які всі померли в дитинстві, крім двох дочок. У міру того, як вмирали діти, він викреслював зі свого синодика ймення вбитих ним людей і ставив збоку слово «квит». Коли ж у нього померла одинадцята дитина, чарівна розумна дівчинка, він викреслив останнє ім'я вбитого ним і сказав: "Ну, слава Богу, хоч мій кучерявий циганеночек буде живий „.

У цей час Толстой більше не бився на дуелях і в карти грав лише зрідка. Замість цього він все частіше молився, намагаючись спокутувати гріхи молодості. Іноді він їздив за кордон на води та побував у кількох європейських країнах.
Одним із найвідоміших знайомих Толстого в ці роки був Олександр Герцен, який десятиліттям пізніше згадав його у своїй книзі «Минуле і думи». Там він пише, між іншим, таке:

Я особисто знав Толстого і саме в ту епоху (у 1838 році), коли він позбувся своєї дочки Сари, незвичайної дівчини, з високим поетичним даром. Один погляд на зовнішність старого, на його чоло, покрите сивими кучерями, на його блискучі очі і атлетичне тіло, показував, скільки енергії і сили було йому дано від природи. Він розвинув одні тільки буйні пристрасті, одні погані нахили, і це не дивно; всьому порочному дозволяють у нас розвиватися довгий час безперешкодно, а за пристрасті людські посилають в гарнізон або до Сибіру при першому кроці …

Могила Толстого на Ваганьковському кладовищі (ділянка 13)

5 листопада 1846 року Толстой після нетривалої хвороби помер у своєму московському будинку в присутності дружини і єдиної дочки Параски, що пережила його. За спогадами близьких, перед смертю він велів покликати до себе священика і сповідався йому протягом кількох годин. Похований Толстой на Ваганьковському кладовищі, де його могила дотепер збереглася і є об'єктом культурної спадщини регіонального значення.
Його вдова Авдотья пережила його на п'ятнадцять років і загинула насильницькою смертю: у 1861 році її зарізав власний кухар. Будинок Толстого в Сивцевом Вражке поблизу Старого Арбату не зберігся: він був знесений у 1950 році, і на його місці побудована і досі стоїть «кремлівська» поліклініка.

## Федір Толстой у літературі

### У Пушкіна
Завдяки своєму минулому, а також його близьким знайомствам з багатьма діячами мистецтва першої половини XIX століття, Толстой став прототипом ряду персонажів різних авторів, найвідомішим з яких був Пушкін. У романі «Євген Онєгін» (1823—1831) Толстой виведений як дуелянт Зарецький, секундант Ленського в його дуелі з Онєгіним. Його Пушкін описує в такий спосіб:
 У п'яти верстах від Красногор'я,

Виріс Ленський, живе

І благоденствує й донині

Філософському в пустині

Зарєцький,,

Отаман зграї картярів,

Глава гульвіс, трибун трактирний,

Тепер же добрий і простий

Батько сімейства холостий,

Надійний друг, поміщик мирний

І навіть чесний чоловік:

Так виправляється наш вік! 
З цих рядків видно, що Пушкін вже помирився з Толстим, коли їх писав: Толстой в них — «чесна людина», і давно не «глава гульвіс», а «батько сімейства холостий», причому останнє є натяком на тривале позашлюбне співжиття Толстого з циганкою Тугаєвой. Нижче Пушкін дає знати про своє дружнє ставлення з Толстим:
 Він був не дурний, і мій Євген,

Не поважаючи серця в ньому,

Любив думки його,

І здоровий толк про те, про се.

Він із задоволенням, бувало,

Бачився з ним … 
Лотман вважає, що якщо в основі образу Зарецького лежить Федір Толстой, то все ж Пушкін піддав риси реального прототипу істотній переробці . Зокрема, Зарецький «з коня калмицького зваливши» потрапив у полон, а Толстой був Преображенський (тобто гвардійським піхотним) офіцером і ніколи в полоні не бував.

### У Грибоєдова
Іншим відомим поетом, якому Федір Толстой послужив прототипом, був Олександр Грибоєдов. У комедії «Лихо з розуму» про Толстого нагадує наступний фрагмент з монологу Репетилова:
 Але голова в нас, який в Росії немає,

Не треба називати, дізнаєшся по портрету:

Нічний розбійник, дуеліст,

В Камчатку засланий був, повернувся алеутів,

І міцно на руку не чистий;

Так розумна людина не може бути не шахраєм.

Коли ж про чесності високої говорить,

Якимось демоном вселяє:

Очі в крові, обличчя горить,

Сам плаче, і ми всі ридаємо. 
На відміну від пушкінського опису Зарецького, у цих строфах не все відповідає дійсності. Так, Толстой ніколи не був засланий на Камчатку, що він сам не раз підкреслював після виходу книги у світ. Крім того, він дорікав Грибоєдову в тому, що за рядком «І кріпко на руку нечистий» можна подумати, ніби Толстой хабарник. Коли Грибоєдов на це заперечив: «Але ти ж граєш нечисто», Толстой відповів: «Тільки й усього? Ну, ти так би і написав».
Якось граф Толстой у черговий раз спростував чутки про своє хабарництво, показавши при цьому, що не обділений почуттям гумору. На одному з перших вистав «Лиха з розуму» у театрі він був присутній як глядач і, як і слід було очікувати, привернув увагу аудиторії до себе. Після монологу Репетилова він встав і голосно сказав, звертаючись до публіки: «Хабарів, їй-богу, не брав, позаяк не служив!», що було зустрінуте оплесками .

### У Льва Толстого
Найвідомішого родича Федора Толстого — його двоюрідного племінника Льва Толстого — особисті якості графа також надихнули на створення персонажів. В оповіданні «Два гусари» старий гусар граф Турбін описаний як «картяр, дуеліст, спокусник», з використанням рис характеру Федора Толстого . У своєму найзначнішому творі — романі «Війна і мир» — особистість Долохова , наділеного пристрастю до дуелі, битвам і карткових ігор, а також яскраво вираженим холоднокровністю і жорстокістю, також була почасти списана з Ф. Толстого , хоча основним прототипом цього холодного персонажа послужив не буйний Толстой-Американець, а партизанів Дорохов.
Лев Толстой, який народився в 1828 році, був у роки свого дитинства особисто знайомий зі своїм двоюрідним дядьком (а після його смерті ще довгий час підтримував зв'язок з вдовою і донькою графа). Отримані при цьому враження він пізніше записав у своїх мемуарах. В одному з них він так пише про графа:

Пам'ятаю, він під'їхав на поштових в колясці, увійшов до батька в кабінет і зажадав, щоб йому принесли особливий сухий французький хліб; він іншого не їв.[…]Пам'ятаю його прекрасне обличчя: бронзове, голене, з густими білими бакенбардами до кутів рота і таке ж біле кучеряве волосся. Багато б хотілося розповісти про цього незвичайного, злочинного і привабливого чоловіка.

З цього випливає, що Лев Толстой пишався своїм горезвісним родичем, незважаючи на його часто скандальне минуле. Син Льва Толстого, Сергій, присвятив Толстому-Американцеві вже справжнє біографічне дослідження, де зібрав наявні у нього відомості.

### У інших авторів
Деякі риси характеру Толстого дав персонажам своїх оповідань «Бретер»(Лучків) і «Три портрети»(Василь Лучинів) Іван Тургенєв.
Крім того, Толстой-Американець є прототипом шулера Удушьєва у романі Д. Н. Бегічева «Сімейство Холмських».